# مصطفی‌آقالی
مصطفی‌آقالی (به لاتین: Mustafaağalı) یک منطقه مسکونی در جمهوری آذربایجان است که در شهرستان بردع واقع شده است. مصطفی‌آقالی ۲۵۸۱ نفر جمعیت دارد.